# 親成寺
親成寺（しんじょうじ）は、佐賀県小城市小城町松尾にある日蓮宗の寺院である。山号は休息山。旧本山は光勝寺、親師法縁。松尾地区には由緒寺院の光勝寺をはじめ教仙寺、延命寺、延福寺など寺院が多くある。

## 歴史
永享5年（1433年）久遠成院日親（1407年－1488年）が松尾光勝寺へ下向に際しこの地にあった妙見社で21日間籠り祈願してから入山したと伝わる。山号の休息山はこの故事に因む。

## 境内
- 本堂

## 歴代
- 久遠成院日親